# Danny Batth
Daniel Tanveer Batth (21 de septiembre de 1990), conocido como Danny Batth, es un futbolista inglés que juega de defensa en el Derby County F. C. de la EFL Championship de Inglaterra. Ha jugado en Colchester United, Sheffield United y Sheffield Wednesday como cedido. Él es de ascendencia sije punyabi.

## Clubes
| Club                               | País       | Año       |
| ---------------------------------- | ---------- | --------- |
| Wolverhampton Wanderers F. C.      | Inglaterra | 2009-2019 |
| Colchester United F. C. (cedido)   | Inglaterra | 2009-2010 |
| Sheffield United F. C. (cedido)    | Inglaterra | 2010      |
| Sheffield Wednesday F. C. (cedido) | Inglaterra | 2011-2012 |
| Middlesbrough F. C. (cedido)       | Inglaterra | 2018-2019 |
| Stoke City F. C.                   | Inglaterra | 2019-2022 |
| Sunderland A. F. C.                | Inglaterra | 2022-2023 |
| Norwich City F. C.                 | Inglaterra | 2023-2024 |
| Blackburn Rovers F. C.             | Inglaterra | 2024-2025 |
| Derby County F. C.                 | Inglaterra | 2025-     |

## Palmarés

### Campeonatos nacionales
| Título                       | Club                          | País       | Año  |
| ---------------------------- | ----------------------------- | ---------- | ---- |
| Football League Championship | Wolverhampton Wanderers F. C. | Inglaterra | 2018 |